# .tr
.tr is het achtervoegsel van domeinnamen in Turkije. .tr-domeinnamen worden uitgegeven door de ODTÜ (Orta Doğu Teknik Üniversitesi) in Turkije, die verantwoordelijk is voor het top level domain 'tr'.
.tr staat voor Turkey Republic gezet in de Turkse vorm Türkiye Cumhuriyeti.

## .nc.tr
.nc.tr is het achtervoegsel (country code second level domain of ccSLD), dat gebruikt wordt om de Turkse Republiek Noord-Cyprus (TRNC) aan te duiden. Omdat de regering van de Turkse Republiek Noord-Cyprus, behalve door Turkije, door geen enkel land wordt erkend en men het Cypriotische topleveldomein .cy niet wil gebruiken, wordt gebruikgemaakt van het domein van Turkije.